# St. Andreas und Bartholomäus (Eismannsberg)

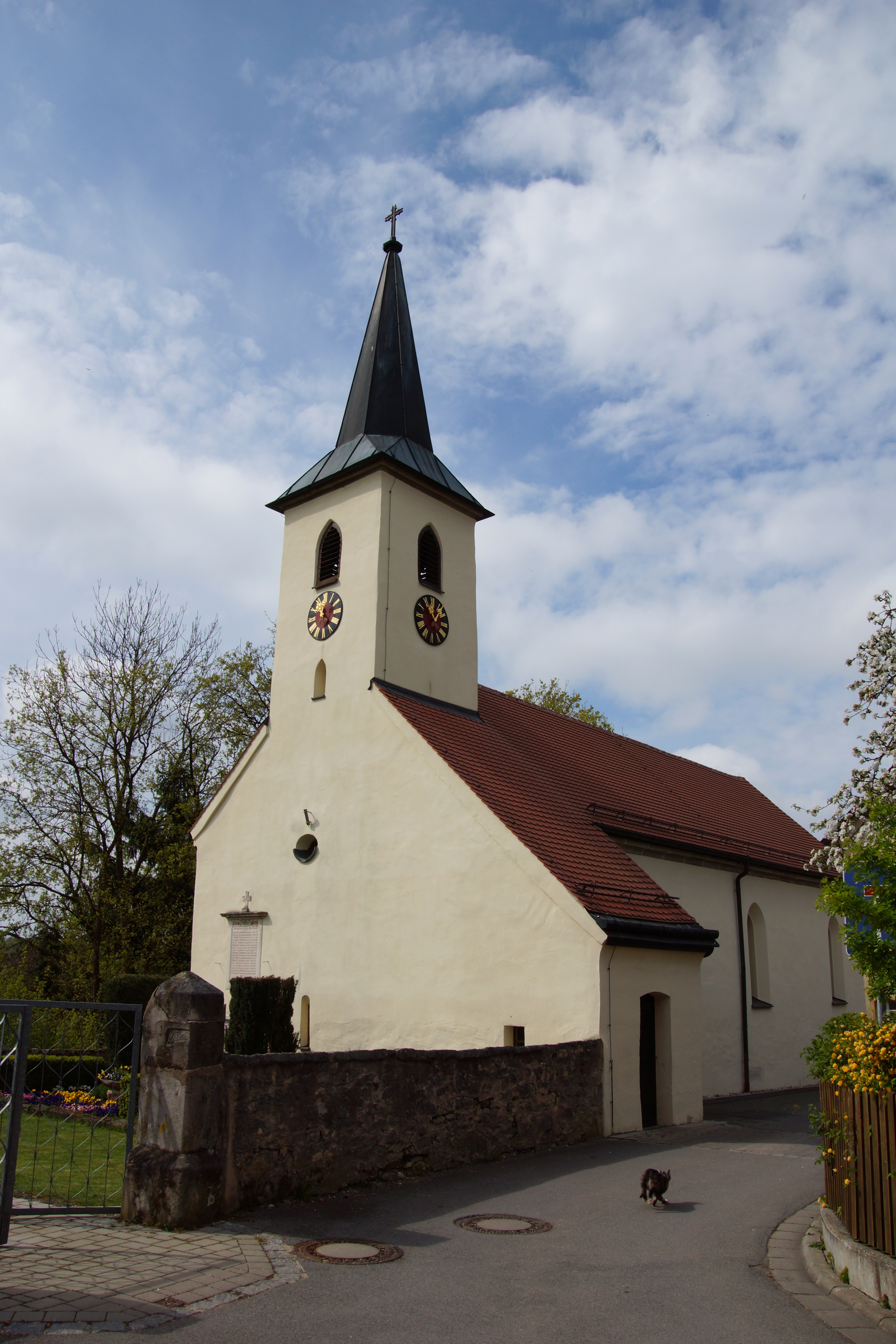
St. Andreas und Bartholomäus (Eismannsberg)

Die evangelische Kirche St. Andreas und Bartholomäus ist ein denkmalgeschütztes Kirchengebäude, das in Eismannsberg steht, einem Gemeindeteil der Stadt Altdorf bei Nürnberg im Landkreis Nürnberger Land (Mittelfranken, Bayern). Das Bauwerk ist unter der Denkmalnummer D-5-74-112-151 als Baudenkmal in der Bayerischen Denkmalliste eingetragen. Die Kirche gehört zur Pfarrei Eismannsberg des Dekanats Altdorf im Kirchenkreis Nürnberg der Evangelisch-Lutherischen Kirche in Bayern.

## Beschreibung
Die 1582 errichtete Saalkirche ist aus der Burgkapelle der zerstörten Burg Eismannsberg hervorgegangen. Sie wurde in der ersten Hälfte des 18. Jahrhunderts renoviert. Aus dem Satteldach, das das Kirchenschiff und den Chor bedeckt, erhebt sich über dem Chor ein Dachturm, der die Turmuhr und den Glockenstuhl beherbergt, und der mit einem achtseitigen, spitzen Helm bedeckt ist. Die Sakristei befindet sich unter dem Schleppdach im Süden des Chors. 
Im Innern ist der Chor mit einem Tonnengewölbe überspannt, das Kirchenschiff, das an drei Seiten Emporen hat, mit einer Flachdecke. Die Kirchenausstattung ist neugotisch.